# Fake Can Be Just as Good
Albums de Blonde Redhead
La Mia Vita Violenta
(1995) In an Expression of the Inexpressible
(1998)
Fake Can Be Just as Good est le troisième album studio de Blonde Redhead, sorti le 11 mars 1997 sur le label Touch and Go Records,,.

## Titres
| No | Titre                 | Durée |
| -- | --------------------- | ----- |
| 1. | Kazuality             | 4:26  |
| 2. | Symphony of Treble    | 4:10  |
| 3. | Water                 | 4:41  |
| 4. | Ego Maniac Kid        | 4:12  |
| 5. | Bipolar               | 5:02  |
| 6. | Pier Paolo            | 5:37  |
| 7. | Oh James              | 3:33  |
| 8. | Futurism vs. Passéism | 5:06  |

## Musiciens
- Amedeo Pace – guitare, chant
- Kazu Makino – guitare, chant
- Simone Pace – batterie, clavier
- Vern Rumsey – guitare basse